# Phylloscopus occisinensis
El mosquitero de Qinghai (Phylloscopus occisinensis) es una especie de ave paseriforme de la familia Phylloscopidae propia de China.

## Distribución
Se encuentra en las montañas del este de la meseta tibetana, distribuido por las provincias chinas de Sichuán, Qinghai y Gansu. Se desconoce su distribución invernal.